# Groß Santersleben
Groß Santersleben este o comună din landul Saxonia-Anhalt, Germania.